# Liebfraumilch
Liebfraumilch eller Liebfrauenmilch är en tysk beteckning för ett halvtorrt vitt vin från regionerna Nahe, Pfalz, Rheingau och Rheinhessen som till minst 70 procent är framställt av druvsorterna Riesling, Silvaner, Müller-Thurgau eller Kerner. Det är ej tillåtet att på etiketten ange druvsort eller en mer exakt ursprungsangivelse än region. I praktiken brukar Müller-Thurgau vara den dominerande druvsorten, eftersom denna är vanlig, lättodlad och till skillnad mot Riesling är svår att sälja under eget namn.
Ursprungligen syftade Liebfraumilch på vin från druvor som växt i anslutning till klosterkyrkan Liebfrauenkirche i Worms.